# Kapellmeister

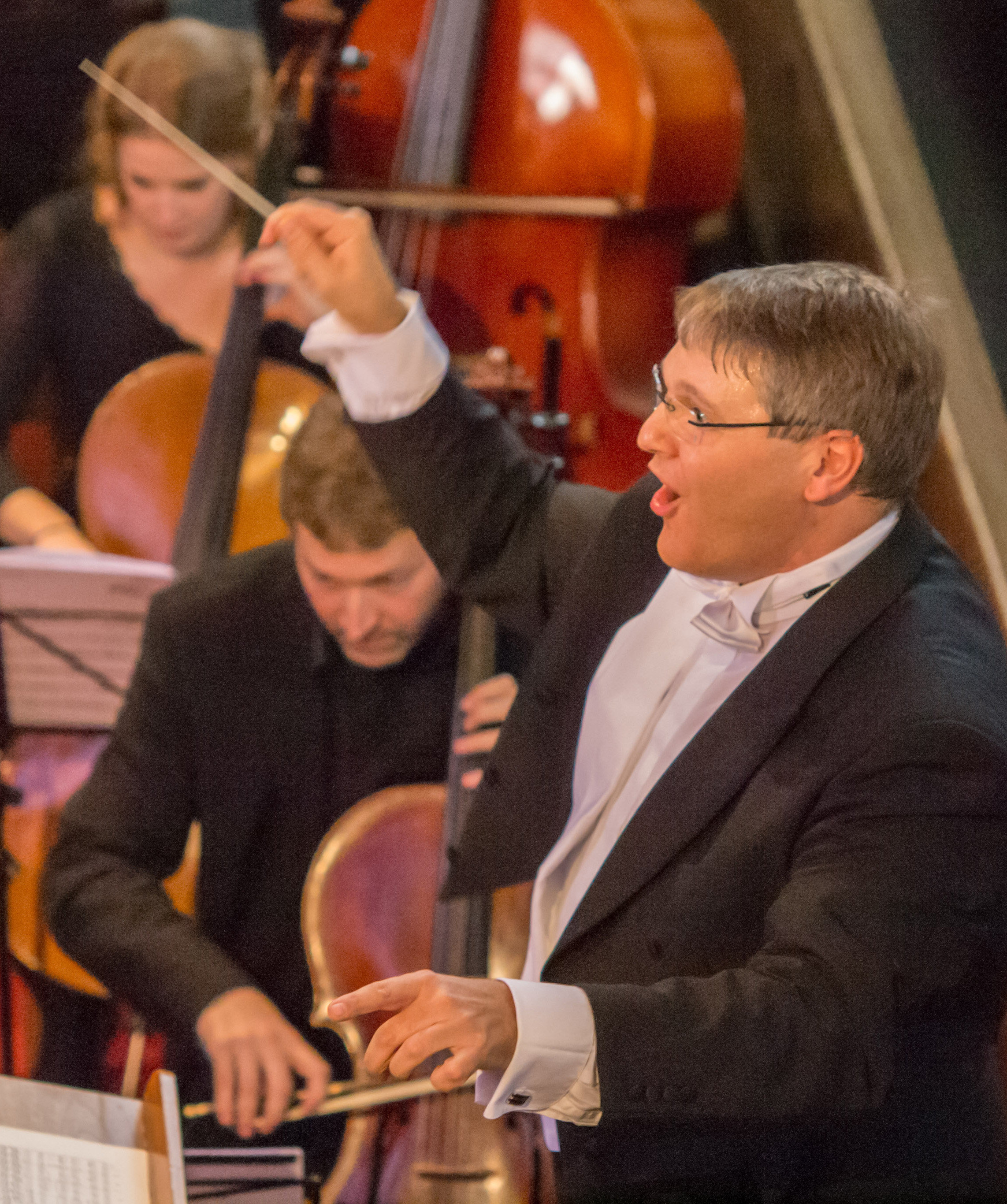
Kapellmeister beim Dirigat

Der Kapellmeister (nicht zu verwechseln mit dem Begriff Konzertmeister) ist der musikalische Leiter eines Chors oder Orchesters. Der Begriff wird oft als Synonym für Dirigent oder Orchesterleiter gebraucht, so wird der Chefdirigent des Leipziger Gewandhausorchesters als Gewandhauskapellmeister betitelt. Weiterhin wird er im Zusammenhang mit den Dirigenten verwendet, die am Theater, genauer der Oper und Operette, regelmäßig die Repertoirevorstellungen leiten. Ansonsten ist der Begriff vor allem in der Blasmusik anzutreffen (also bei Ensembles, die man noch Kapellen nennt) oder in Komposita wie Domkapellmeister.

## Geschichte
Der Titel „Kapellmeister“ ist erstmals um die Mitte des 11. Jahrhunderts als „Magister capellanorum“ am französischen Königshof nachweisbar. Er bezeichnet hier bis etwa 1300 den obersten Hofgeistlichen. Ab 1341 wird der Leiter der „Capellani et cantores capellae“ am päpstlichen Hof in Avignon „Magister capellanorum“ genannt. Im gleichen Sinne wird bis etwa um das Jahr 1500 nicht ein Musiker, sondern der Geistliche „Kapellmeister“ genannt, dem die Oberaufsicht über den Gottesdienst und damit auch die Aufsicht über die Kapellsänger und -musiker oblag. In Deutschland wurde dann der Titel „Kapellmeister“ ab dem 16. Jahrhundert erstmals auf den Leiter der Hofmusik übertragen.
Der Kapellmeister ist ursprünglich nicht nur Dirigent, sondern auch Komponist und Arrangeur für den Klangkörper, dem er vorsteht, und hat weit reichende organisatorische Aufgaben. Vom 15. bis 19. Jahrhundert war er der kreative „Kopf“ jedes mehrstimmigen Musizierens.
Hofkapellmeister waren noch Joseph Haydn oder Antonio Salieri. Durch die Gewerbefreiheit, die sich seit etwa 1800 allmählich durchsetzte, gab es immer mehr privatwirtschaftliche Kapellen, die meist für Tanz- und Opernanlässe tätig waren. Mozart wehrte sich bereits gegen die Funktion des Kapellmeisters als Hofbeamter und blieb zeitlebens freischaffend. Seither gibt es gegensätzliche Auffassungen des Begriffs Kapellmeister: Er kann ein offiziell (vom Hof oder von der Stadt) verliehener Ehrentitel für einen Beamten oder Angestellten sein oder im Gegenteil ein Symbol für den unabhängigen Unternehmer im Musikleben.
Von der Mitte des 18. bis zur Mitte des 20. Jahrhunderts gab es die Funktion des Theaterkapellmeisters, der für die Musik von Bühnenproduktionen zuständig war und neben Einstudierung und Aufführung bestehender Stücke für die stetige Erneuerung des Repertoires sorgen musste. Adolf Müller senior etwa schrieb um die Mitte des 19. Jahrhunderts zu über 600 Bühnenproduktionen eine weitgehend neue Musik. Franz von Suppè musste anspruchsvolle Opern einstudieren und zugleich Zirkusmusik und später Operetten komponieren.
In Ensembles mit Streichinstrumenten war oft der Konzertmeister auch Kapellmeister (oder sein Stellvertreter). Dies war besonders in der Tanzmusik üblich. Johann Strauss (Vater) und in seiner frühen Zeit noch Johann Strauss (Sohn) leiteten als erste Geiger nächtelang ihre Kapellen und schrieben tagsüber neue Musikstücke. Bei den sogenannten Ländlerkapellen ist der Kapellmeister in der Regel noch heute der Gründer und Kontaktperson der Formation.
Daneben gab es (und gibt es vereinzelt auch heute noch) auch Kirchen- bzw. Domkapellmeister, Militärkapellmeister oder Zirkuskapellmeister. Die Militärkapellen waren gegen 1900 die häufigsten Ensembles und wurden auch für Tanz- und Theatervorstellungen engagiert. Franz Lehár etwa begann seine Karriere als Militärkapellmeister.
Gegen 1900 trennten sich die Berufe des Dirigenten und des Komponisten mehr und mehr. Gustav Mahler etwa, der in alter Tradition sowohl ein Dirigent fremder Werke als auch Komponist und Musikbearbeiter war, wurde zu seinen Lebzeiten als Komponist nicht unbedingt ernst genommen. Seine Musik versahen manche zeitgenössischen Kritiker mit der abschätzigen Bezeichnung „Kapellmeistermusik“.

## Gegenwart
An größeren Opernhäusern, die mehrere Dirigenten beschäftigen, ist Kapellmeister weiterhin eine Stellenbezeichnung. Der erste Kapellmeister ist dabei dem ranghöchsten Dirigenten, dem Generalmusikdirektor, nachgeordnet und nimmt auch dessen Vertretung wahr.
Bei den Wiener Sängerknaben wird der Leiter eines Chores noch heute als Kapellmeister bezeichnet. Den Kapellmeistern der Chöre vorgelagert ist der Künstlerische Leiter.
An einigen Musikhochschulen, wie der Robert Schumann Hochschule Düsseldorf, gibt es stets noch die Ausbildung zum Diplom-Kapellmeister. Frühere selbstverständliche Aufgaben des Kapellmeisters wie Komponieren und Arrangieren oder Kulturmanagement haben sich auf andere Studiengänge verschoben. Militärmusikoffiziere im Militärmusikdienst der Bundeswehr müssen nach der Soldatenlaufbahnverordnung examinierte Kapellmeister sein.

## Eingang in andere Sprachen
Das deutsche Wort Kapellmeister findet sich als Übersetzung oder Lehnwort in verschiedenen anderen Sprachen, z. B.
Englisch: chapel master, Finnisch: kapellimestari, Französisch: maître de chapelle, Italienisch: maestro di cappella, Niederländisch: kapelmeester, Polnisch: kapelmistrz, Portugiesisch: mestre de capela, Russisch: капельме́йстер, Schwedisch: kapellmästare und Spanisch: maestro de capilla.